# Waleri Pawlowitsch Ptschelin

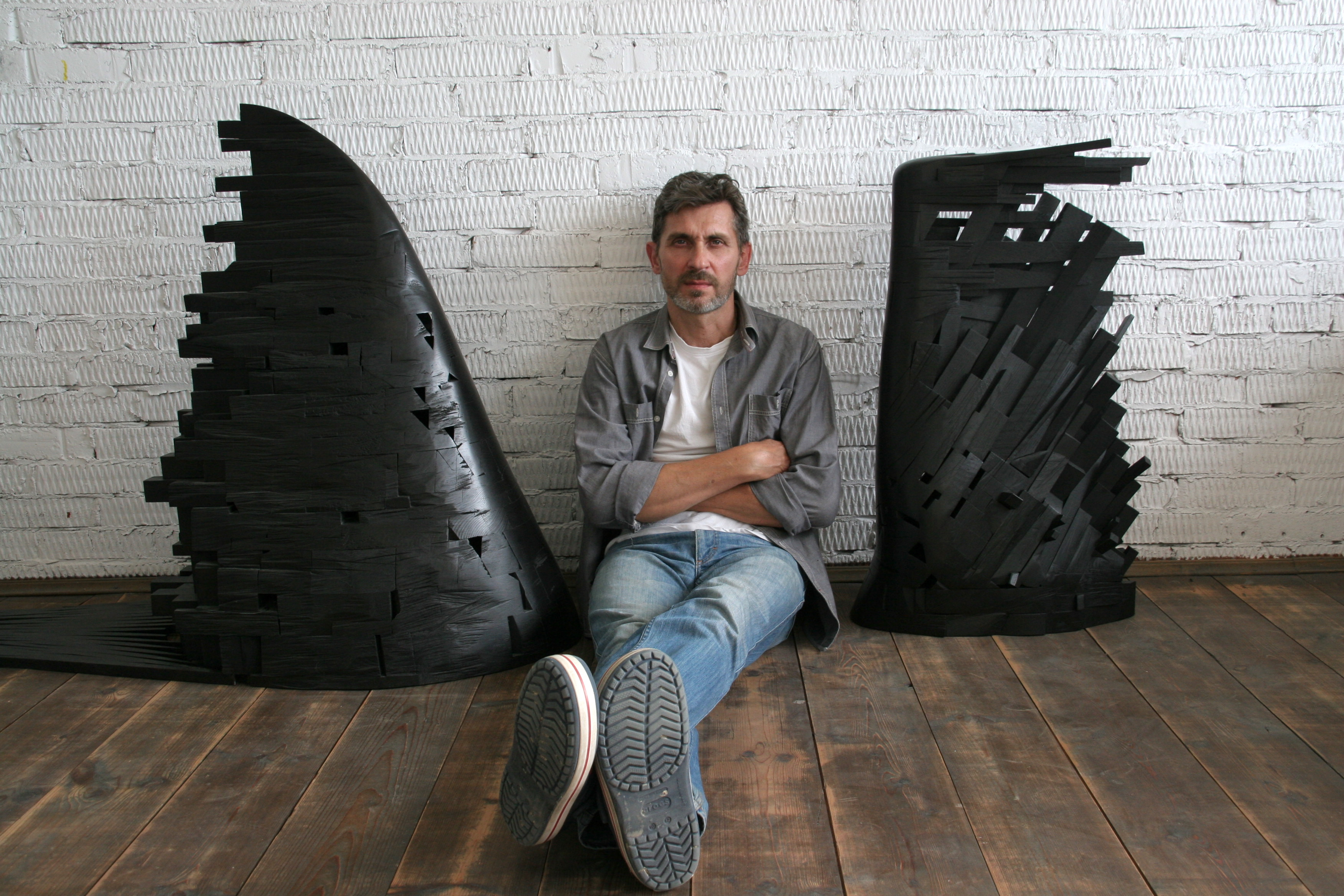
Waleri Pawlowitsch Ptschelin

Waleri Pawlowitsch Ptschelin (russisch Валерий Павлович Пчелин; * 5. Juli 1962 in der Staniza Schossaly, Kasachische SSR) ist ein sowjetisch-russischer Bildhauer.

## Leben
Ptschelins väterliche Vorfahren waren donkosakische Müller und Bauern. Der Großvater wurde in den 1930er Jahren entkulakisiert und in ein Lager verbannt. Ptschelins Vater war Offizier der Sowjetarmee. Ptschelin wuchs in Leninsk auf. 1973 kehrte der Vater an den Kuban zurück, so dass die Familie nun in der Staniza Nowotitarowskaja und dann in der Staniza Wassjurinskaja lebte. Ptschelin absolvierte die Mittelschule, die Berufsschule, arbeitete als Kunsttischler und diente in der Sowjetarmee.
Ptschelin studierte nun an der Krasnodarer Kunstschule mit Abschluss 1987 und darauf in Leningrad bis 1992 an der Muchina-Kunst-Gewerbe-Hochschule (seit 2006 St. Petersburger Stieglitz-Kunst-Gewerbe-Akademie). Darauf arbeitete er in Krasnodar als Restaurator im Felizyn-Geschichts- und Heimatkundemuseum und als Designer der Firma Moroz für Bauelemente aus agglomeriertem Marmor und Granit. Er schloss sich dem Kreis der jungen Künstler der Stadt an und beteiligte sich an Gruppenausstellungen.
1994 nahm Ptschelin erstmals an dem Bildhauersymposium Vom Baumstamm zur Holzsculptur in Tübingen teil, wo er die deutsche gotische Plastik und die Werke von Georg Baselitz, Markus Lüpertz, Anselm Kiefer und Stephan Balkenhol kennenlernte. Nach der Rückkehr beschäftigte er sich mit dem Expressionismus in der Plastik und begann seine Russische Serie (1995–2009) mit Holzskulpturen, die Menschen und Tiere in Grenzzuständen darstellen. Seit 1995 ist er Mitglied der Vereinigung der Künstler Russlands.
1997–1999 lebte und arbeitete Ptschelin in Buenos Aires und Pinamar. Er fertigte Skulpturen für Städte, Kirchen und die Galerie Cipres an. Auch lernte er die dortige Architektur-Moderne kennen, wodurch sich sein Interesse an der Wechselbeziehung von Architektur und Skulptur, Material und Design verstärkte.
2000 kehrte Ptschelin nach Russland zurück und gestaltete Innenräume und Möbel, wobei er moderne Formen mit alten Elementen der Gruppe De Stijl kombinierte. 2007 beteiligte er sich erstmals an einem Wettbewerb für eine Stadtskulptur. Er gewann den Wettbewerb und erhielt von der krasnodarer Stadtverwaltung den Auftrag für eine Kitsch-Skulptur für Krasnodar als Hundehauptstadt. Er schuf nach Wladimir Majakowskis Gedicht Krasnodar eine Skulptur mit zwei bekleideten Hunden, die Arm in Arm spazieren gehen. Nach Ilja Repins Gemälde Die Saporoger Kosaken schreiben dem türkischen Sultan einen Brief schuf Ptschelin 2008 eine weitere Skulptur für Krasnodar anlässlich des 120. Jahrestags des Besuchs Repins. Es folgten verschiedene Arbeiten für Krasnodar zusammen mit dem Bildhauer Alan Kornajew.
Seit 2009 beteiligt sich Ptschelin an internationalen Kunstveranstaltungen und Bildhauersymposien in Deutschland, China, der Schweiz und Südkorea. Er war 6 Jahre lang Gastkünstler der NordArt in Büdelsdorf. Seine dortigen Werke spiegeln den Übergang zu abstrakten Formen wieder. Seit 2016 arbeitet er in seinem Projekt Drifters an einer Serie abstrakter biomorpher Formen, die erstmals 2018 in der Ausstellung Heiliger Wald (zusammen mit Igor Michailenko) im Kowalenko-Kunstmuseum in Krasnodar gezeigt wurden.

## Ehrungen, Preise
- Staatliches Stipendium der Verwaltung der Region Krasnodar im Bereich Kultur und Kunst (1996)
- Grand Prix des Berufswettbewerbs für Produkte der Bildenden Kunst Biennale Krasnodar (2009, auch Erste Preise 1995, 2005, 2007)
- Preis des Innenministeriums der Russischen Föderation für das Denkmal Ritter der Straßen für die getöteten Mitarbeiter des Innenministeriums (Krasnodar, 2009)[5]
- Silbermedaille „Für Glaube und Güte“ 2010 des Gouverneurs der Oblast Kemerowo Aman Tulejew für das Nikolaus-Denkmal der Russischen Eisenbahnen in Tichorezk

## Werke (Auswahl)

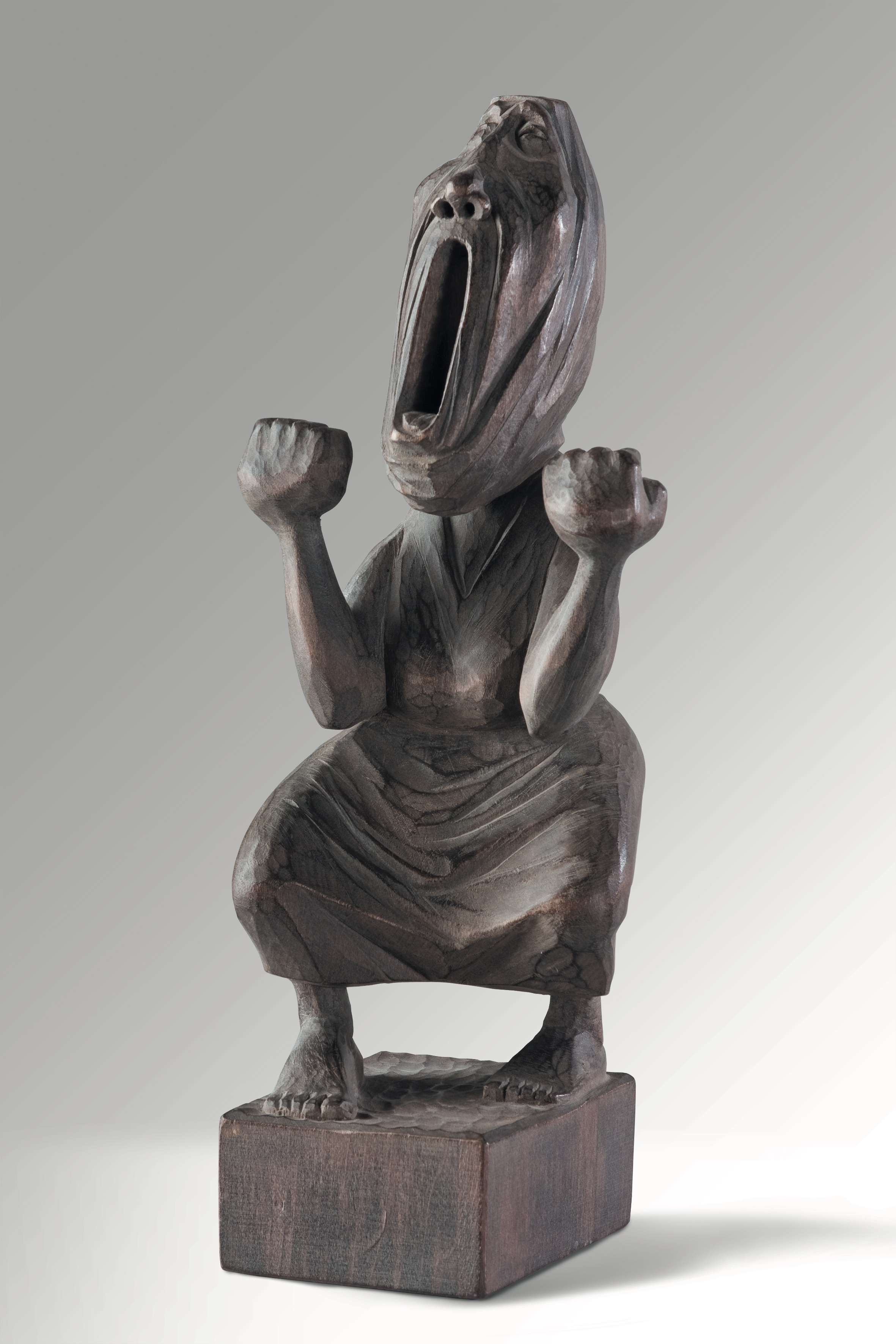
Die Nachbarin (Russische Serie, 2003)
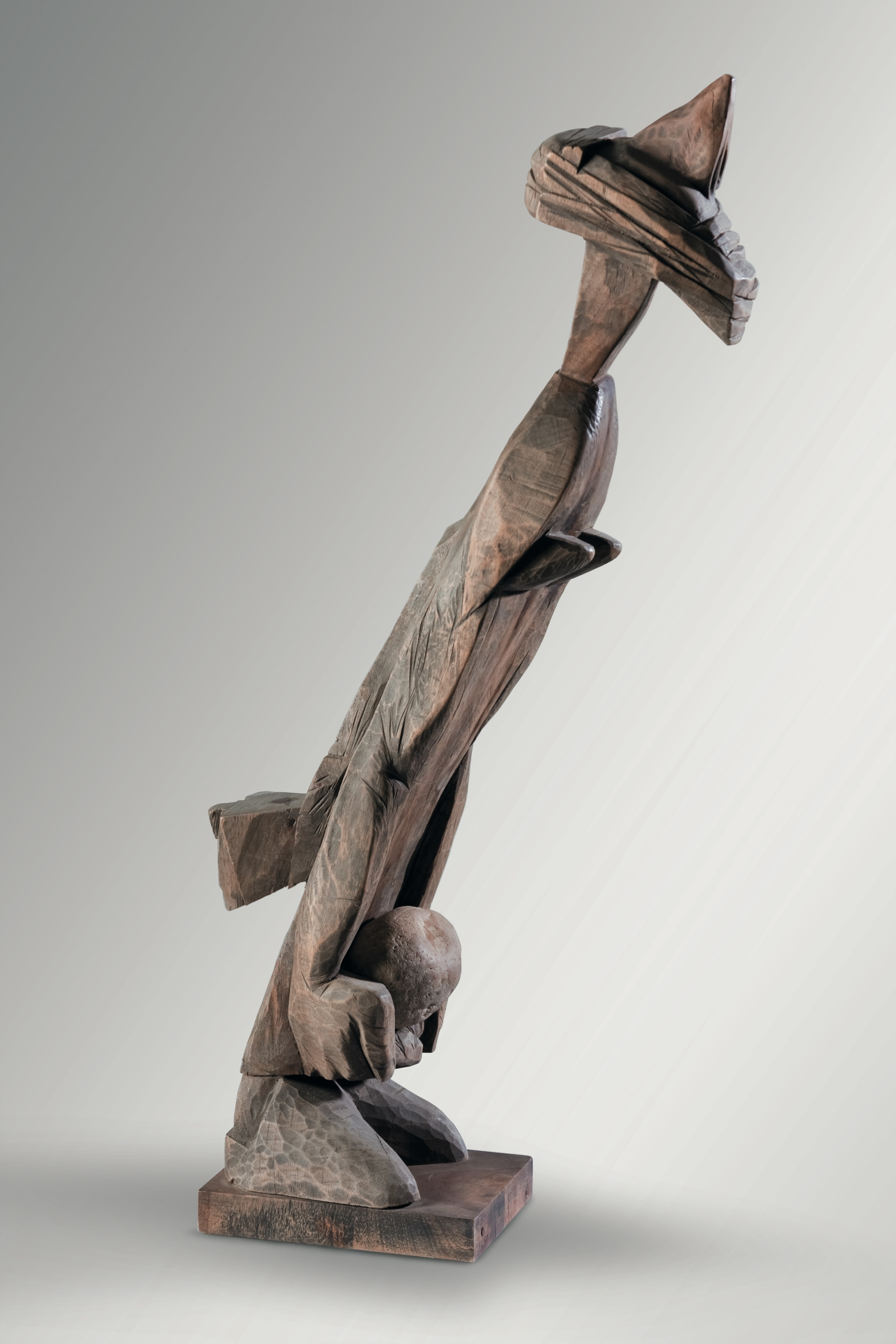
Der Standvogel (Russische Serie, 2003)
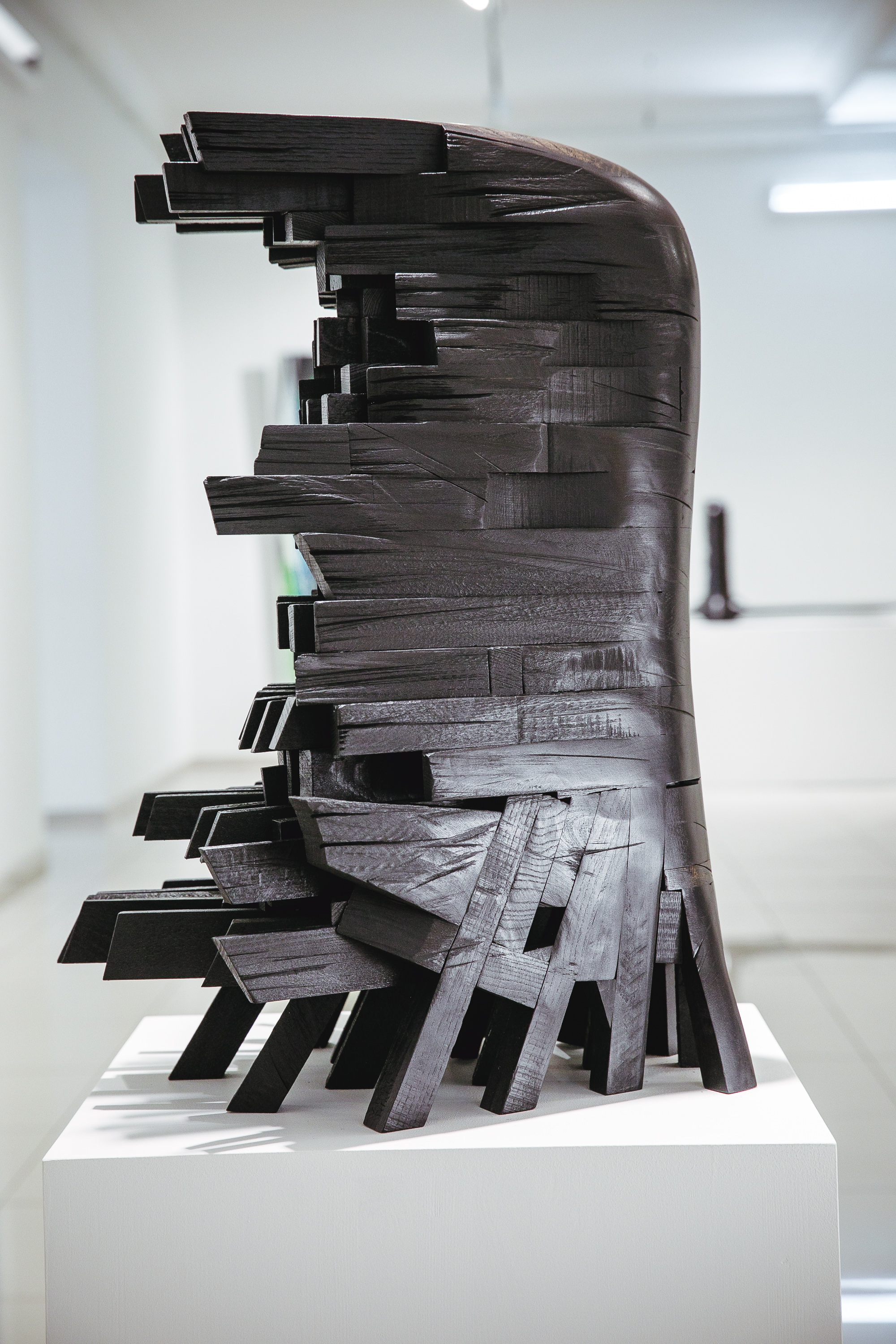
Drifter 04 (2018)
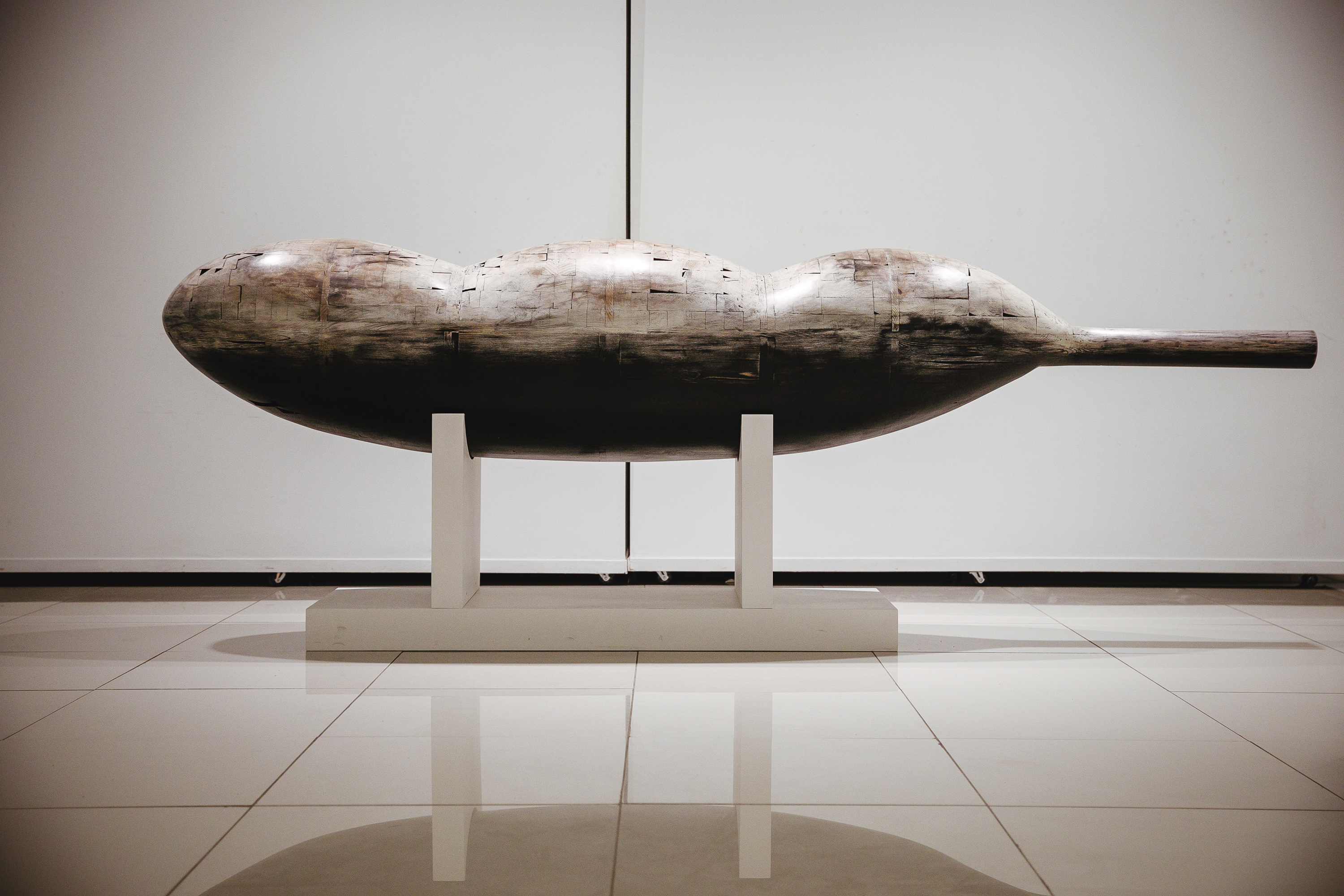
Großer Drifter (2018)